# Hosokawa Tadatoshi
Hosokawa Tadatoshi (細川 忠利, 21 décembre 1586-26 avril 1641) est un daimyo du début de l'époque d'Edo qui dirige le domaine de Kumamoto. Il est le protecteur de Miyamoto Musashi, maître des arts martiaux.
La tombe de Tadatoshi se trouve à Kumamoto. Son grand-père est Hosokawa Fujitaka.

## Galerie d'images

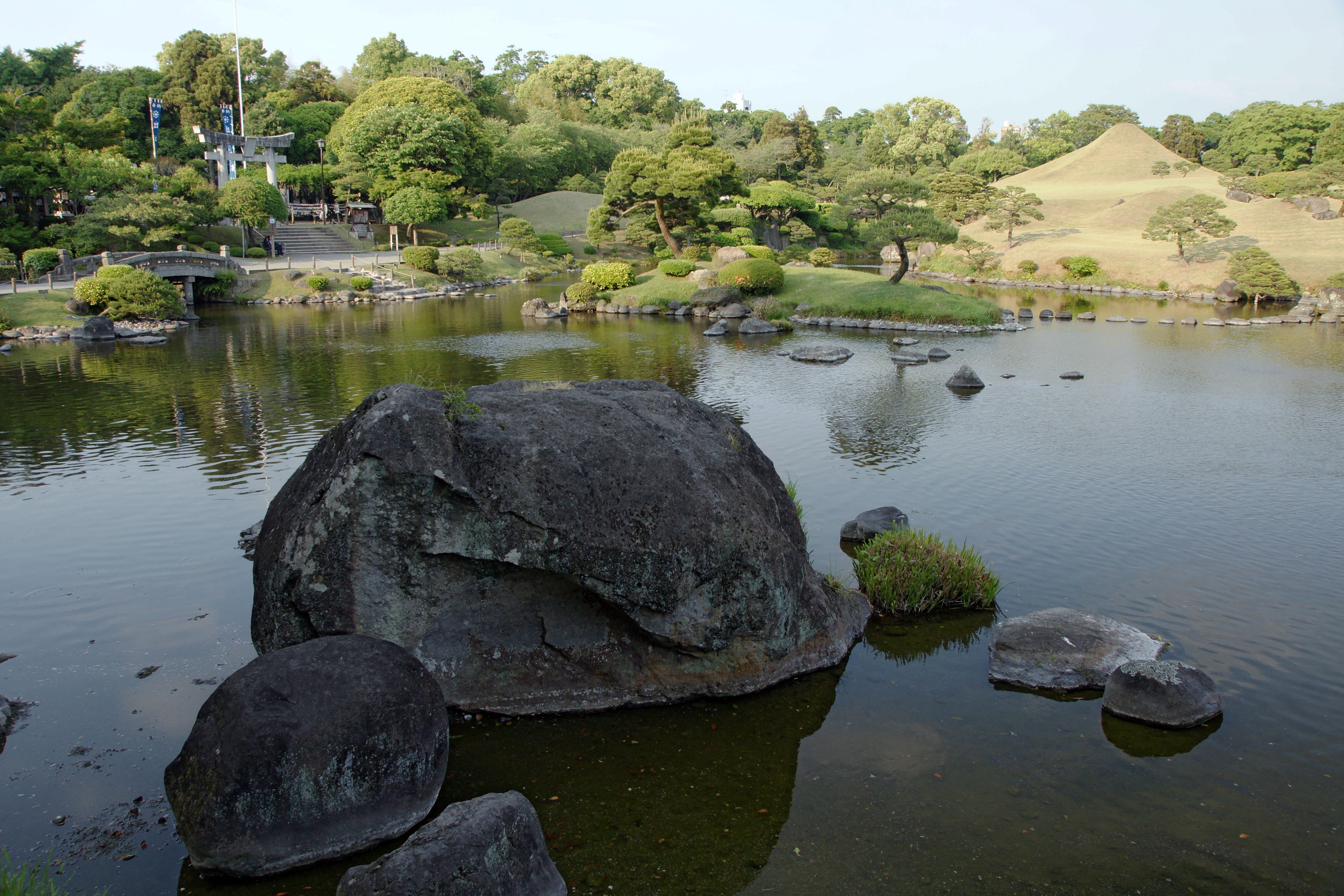
Le parc Suizen-ji Jōju-en établi par Hosokawa Tadatoshi est une attraction populaire.
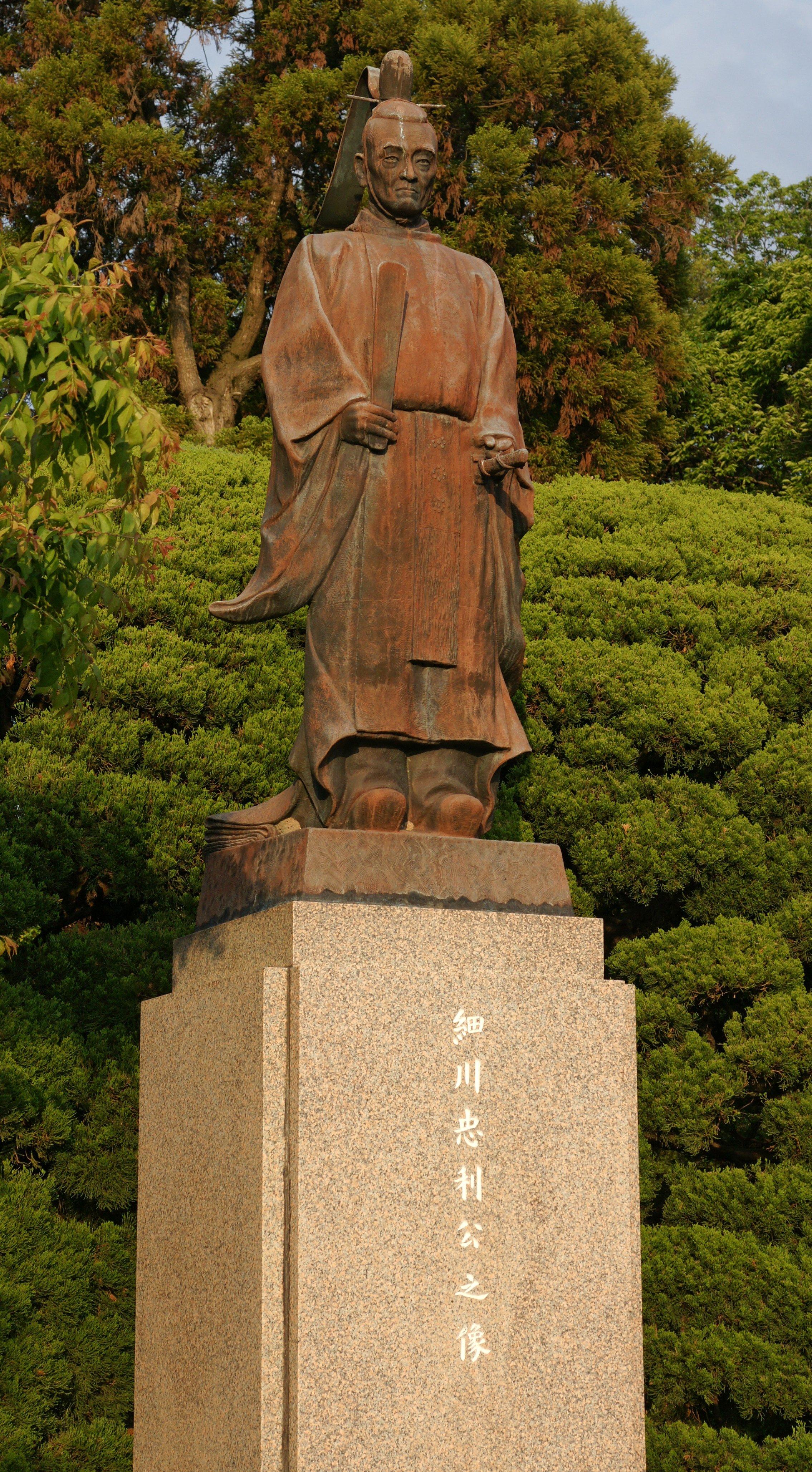
Statue de Hosokawa Tadatoshi au Suizen-ji Jōju-en.

## Source de la traduction
- (en) Cet article est partiellement ou en totalité issu de l’article de Wikipédia en anglais intitulé « Hosokawa Tadatoshi » (voir la liste des auteurs).